# Chironomus prussicus
Chironomus prussicus är en tvåvingeart som först beskrevs av Jean-Jacques Kieffer 1910.  Chironomus prussicus ingår i släktet Chironomus och familjen fjädermyggor. Inga underarter finns listade i Catalogue of Life.